# Права љубав
Права љубав (шп. Amor real) мексичка је теленовела, продукцијске куће Телевиса, снимана 2003.
У Србији је приказивана 2004. на телевизији Пинк.

## Синопсис
У доба позног романтизма XIX века, Матилде Пењалвер, супротно правилима аристократије којој припада, заљубљује се у сиромашног војника Адолфа, верујући да ће јој њен добар и правичан отац, генерал у пензији, дозволити да се уда за њега. Али, њена мајка доња Аугуста има другачије планове за своју ћерку. Решена је да Матилде уда за неког богатог човека како би спасила породицу од финансијске пропасти.
Мануел Фуентес Гера савршен је кандидат. Млад, леп, добар и тек што је наследио огромно богатство. Овај младић стиже у Тринидад и на први поглед загледа се у прелепу Матилде, и убрзо постиже договор са Аугустом. Он ће платити све породичне дугове, а заузврат Аугуста не сме ћерки никад да каже истину, да је она посредовала у њиховом сусрету. Како би била сигурна да Адолфо неће помутити њене планове, Аугуста наређује сину Умберту да ангажује глумицу која ће се претварати да је војникова жена, док њему смешта затвор. Међутим, он успева да побегне, решен да отме Матилде одмах после њеног венчања са Мануелом. Али, они бивају разоткривени. Адолфо бежи, а Матилде, очајна и скрхана од бола, говори Мануелу да је Адолфо њена „права љубав“. Подстакнут овом болном чињеницом, Мануел одводи Матилде на своје имање на селу. Тамо ће се између њих, упркос горким оптужбама и сталним сукобима, родити и љубав.
У међувремену, Адолфо у свом очајничком покушају да обнови љубав са Матилде, долази у кућу брачног пара глумећи новог управника. Мануел, несвестан Адолфовог правог идентитета, нуди му искрено пријатељство, након чега овај увиђа да је Мануел праведан и племенит човек. Кад Матилде поново види Адолфа, схвати да она осећања које је гајила према њему више не постоје и да јој срце сада припада њеном супругу. Адолфо прихвата пораз повлачећи се. Брачни пар још већу срећу остварује сазнањем да очекују принову. Ова прича наизглед има срећан крај, али неочекиван обрт настаје кад Мануел сазнаје да му је управник и пријатељ, заправо, супарник. У једном тренутку свет му се распада, а његова љубавна прича постаје окрутна драма која је из епизоде у епизоду испуњена љубомором, интригама и неконтролисаном страшћу…

## Ликови
- Матилде (Адела Норијега) - отмена је и осећајна, интелигентна, друштвена и весела девојка пореклом из цењене породице. Одгајана је према строгим моралним начелима свог времена. Упркос аристократском пореклу, Матилде занемарује друштвена правила своје класе у тренутку када се заљубљује у сиромашног војника. Но, под утицајем мајчиних интрига, Матилде се удаје за Мануела, богатог младића.
- Мануел (Фернандо Колунга) - ванбрачни је син имућног земљопоседника. Одрастао је у сиромаштву и због тога је наизглед суров човек, али, заправо, праведан је и љубазан. Након што одрасте, Мануел наслеђује очево богатство. Његове либералне идеје су у супротности са конзервативним теоријама тог времена. Иако мрзи аристократију, заљубљује се у једну припадницу тог слоја - Матилде.
- Адолфо (Маурисио Ислас) - храбар је и поштен војник заљубљен у Матилде, са којом има озбиљне намере. Мада је образован младић са потенцијалом да напредује у каријери, Матилдина породица не жели да га прихвати због чега је присиљен да се зарад „праве љубави“ бори против аристократских начела.
- Доња Аугуста (Елена Рохо) - Матилдина је мајка која ће учинити све само да породицу спасе од банкрота. Из тог разлога, не преза ни од чега како би ћерку богато удала. Аугуста никада не сме да каже ћерки за договор са њеним супругом.
- Умберто (Ернесто Лагвардија) - млади је аристократа који је рођен и одгајан „са златном кашиком у устима“. Он је дружељубив, уображен, равнодушан и лако пада под утицај пријатеља. Коцкање, забаве и жене су му највеће страсти. Његов цинизам, типичан за његове године и порекло, само је привид правог стања. Животне потешкоће извући ће из њега часног човека који се сакрива иза овог паравана.
- Антонија (Чантал Андере) - паметна је и образована, културнија од већине девојака из високог друштва. Но, због нижег статуса није у могућности да уђе у брак са имућним мушкарцем. Заљубљује се у Мануела када добије његов посао на имању. Његов брак са Матилде чини је јако љубоморном, па служећи се разним сплеткама, постаје његова љубавница.
- Росарио (Ана Мартин) - Мануелова је мајка. Као скромна девојка била је силована од имућног човека, са којим је затруднела. С обзиром на то да није била у могућности да сама подиже дете, оставила га је код локалног свештеника. Она је добра и скромна жена која је много тога пропатила и која има једну жељу - да буде у близини свог сина. Росарио је запослена као слушкиња на синовљевом ранчу, а будући да не жели да га осрамоти она не открива свој идентитет.

## Улоге
| Глумац:                | Улога:                                        |
| ---------------------- | --------------------------------------------- |
| Адела Норијега         | Матилде Пењалвер Беристаин де Фуентес Гера    |
| Фернандо Колунга       | Мануел Фуентес Гера                           |
| Маурисио Ислас         | Адолфо Солис                                  |
| Чантал Андере          | Антонија Моралес                              |
| Ернесто Лагвардија     | Умберто Пењалвер Беристаин                    |
| Рикардо Блуме          | Дон Иларио Пењалвер Беристаин                 |
| Eлена Рохо             | Доња Аугуста Суриел де Пењалвер Беристаин     |
| Маријана Леви          | Хосефина Икаса де Пеналвер Беристаин          |
| Алехандро Фелипе       | Мануел Иларио Фуентес Гера Пеналвер Беристаин |
| Беатриз Шеридан        | Дамјана Гарсија                               |
| Хари Гајтнер           | Ив де ла Рокет                                |
| Маурисио Ерера         | Отац Урбано                                   |
| Оскар Бонифасио        | Сиксто Валдез                                 |
| Мануел „Флако“ Ибањез  | Ремихио Кинтеро                               |
| Ана Мартин             | Росарио Аранда                                |
| Пако Ибањез            | Грегорио Ередија                              |
| Ана Берта Еспин        | Пруденсија Суријел де Алонсо                  |
| Марио Иван Мартинез    | Ренато Пикет                                  |
| Сара Монар             | Ана                                           |
| Тоњо Инфанте           | Бенигно                                       |
| Адалберто Пара         | Делфино                                       |
| Мигел Анхел Фуентес    | Црни                                          |
| Хулио Алеман           | Дон Хоакин Фуентес Гера                       |
| Маја Мишалска          | Мариан Берниер                                |
| Ингрид Марц            | Пилар Пике де Маркез                          |
| Рафаел Рохас           | Амадео Корона                                 |
| Јоланда Мерида         | Доња Хуана Домингез де Палафокс               |
| Ракел Морељ            | Марија Клара де Ередија                       |
| Гастон Тусет           | Хервасио                                      |
| Тања Васкез            | Аделаида                                      |
| Летисија Калдерон      | Хана де Корсуера                              |
| Хектор Саез            | Силвано                                       |
| Кика Едгар             | Каталина де Ередија Солис                     |
| Хорхе Варгас           | Приско Домингез Канеро                        |
| Карлос Камара          | Рамон Маркес                                  |
| Алисија дел Лаго       | Ихинија                                       |
| Хосе Антонио Ферал     | Авелардо Бенитез                              |
| Марија дел Рио Лоренса | Рохас                                         |
| Алехандро Виљели       | Езекјел Тревино                               |
| Карлос Амадор          | Орландо Кордеро                               |
| Херардо Клајн          | Сантијаго Лопез                               |
| Дулсина Карбаљо        | Хасинта                                       |
| Фернандо Манзано       | Гарса                                         |
| Бехамин Пинеда         | Каналес                                       |
| Лорена Алварез         | Бернарда                                      |
| Давид Галик            | Назарио                                       |
| Марија Долорес         | Оливио Лазара                                 |
| Карлос Аче             | Грасијано                                     |
| Маја дел Монте         | Сеферина                                      |
| Карлос Камара Јуниор   | Адвокат Перез де Техада                       |
| Паулина Де Лабра       | Игнасија                                      |
| Хосе Ињаки             | Хакобо Негрете                                |
| Алберт Чавез           | Панчо                                         |
| Ђул Калдерон           | Мик                                           |
| Хосе Антонио Ферал     | Адвокат Бенитес                               |
| Патрисија Мартинез     | Камелија Корона                               |
| Фатима Торе            | Марија Фернанда Ередија                       |
| Марија Сорте           | Росаура                                       |
| Франсес Ондивијела     | Мари де ла Рокет                              |
| Серхио Кастиљо         | Капетан Гомез                                 |